# Сытин, Иван Дмитриевич
Ива́н Дми́триевич Сы́тин (24 января [5 февраля] 1851, село Гнездниково, Солигаличский уезд, Костромская губерния, Российская империя — 23 ноября 1934, Москва, СССР) — русский предприниматель, книгоиздатель и просветитель, основатель первого издательства литературы массовыми тиражами «Посредник».
Инициатор нескольких десятков получивших широкую известность издательских проектов. В сферу его издательских интересов входили все сегменты книжного рынка — от учебников и книг для детей до энциклопедий и собраний сочинений классиков художественной литературы. Выпускал как популярные периодические издания — «Вокруг света», «Искры», так и малоизвестные — «Хирургия», «Правда Божия»; был владельцем общероссийской газеты «Русское слово».

## Биография
Родился 24 января (5 февраля) 1851 года в с. Гнездниково, Солигаличского уезда, Костромской губернии в семье волостного писаря Дмитрия Герасимовича Сытина и его жены, Ольги Александровны. Иван был старшим из четырёх детей в семье: после него родились сёстры Серафима и Александра и брат Сергей.
Учился в школе всего три года; впоследствии А. П. Чехов писал о нём: «Это интересный человек. Большой, но совершенно безграмотный издатель, вышедший из народа».
С 12 лет Иван, после переезда семьи в Галич, был отдан на работу помощником в лавку дяди на Нижегородской ярмарке, а в сентябре 1866 года определён в московскую книжную лавку купца Петра Николаевича Шарапова.
В 1876 году Сытин женился на купеческой дочери Евдокии Ивановне Соколовой (в браке родилось 6 сыновей и 4 дочери) и получив в приданое четыре тысячи рублей и взяв три тысячи рублей (на полгода) у бумажного фабриканта М. Г. Кувшинова, в том же году приобрёл свою первую французскую литографическую цветную машину и открыл 7 декабря 1876 года на Воронухиной горе возле Дорогомиловского моста литографическую мастерскую. Одним из первых удачных коммерческих мероприятий И. Д. Сытина в тот период стал массовый выпуск карт боевых действий русско-турецкой войны. Сытин начал печатать копии больших карт боевых действий с расположением воинских частей, военных укреплений и подзаголовком «Для читателей газет. Пособие».
К 1879 году он, рассчитавшись с долгами, купил собственный дом на Пятницкой улице, где поставил уже две литографические машины.
Значительная часть литографической продукции предназначалась для сельских жителей, у них большим успехом пользовались лубочные календари, гадательные таблицы, листки и книжки. В 1880-х и 1890-х Сытин стал монополистом в этой сфере, а странствующие торговцы поголовно назывались «сытинские офени». Когда для ведения торговой деятельности офеней обязали получать разрешение местных губернаторов и перечислять весь товар, Сытин стал открывать лавки и составлять каталоги своих изданий для удобства оптовых покупателей. Это стало основой его будущей торговой сети, которая к началу 1900-х годов насчитывала по России 19 магазинов и 600 киосков. Издатель понял, что для массовости изданий нужно делать книги очень интересными и очень доступными одновременно.

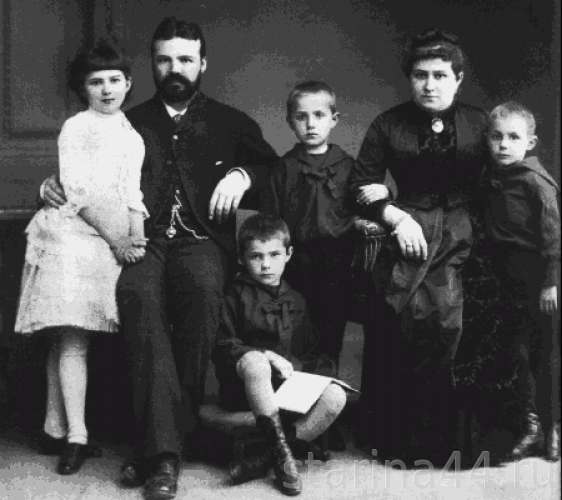
Сытин И. Д. с женой и детьми (Николай, Василий, Владимир, Мария). Фото сер.1880-х гг.

В 1882 году представил свою книгопечатную продукцию на Всероссийской промышленной выставке и по предложению заведовавшего художественным отделом выставки М. П. Боткина был удостоен серебряной медали на Станиславской ленте, изображение которой впоследствии украсило фирменный бланк «Товарищества И. Д. Сытина и К». Золотую медаль он не мог получить из-за принадлежности к крестьянскому сословию.
Основной капитал «Товарищества И. Д. Сытина и К», зарегистрированного в конце 1882 года, составил 75 тыс. рублей. Его компаньоны активного участия в делах не принимали. В 1883 году Сытин открыл торговлю на Старой площади и в 1884 году открыл второй магазин — на Никольской улице.
В 1884 году с подачи Льва Толстого (который хотел дешёвых изданий известных авторов для продажи в первую очередь крестьянам) было создано издательство «Посредник», начавшее совместно с Сытиным выпуск по очень доступным ценам произведений Л. Н. Толстого, Н. С. Лескова, В. М. Гаршина и В. Г. Короленко, благодаря их активному участию в проекте. Цены доходили до 1,5 копейки для продажи книги в розницу и 90 копеек за 100 штук для продажи оптом. «Посредник» также издавал переводную художественную, духовно-нравственную литературу, популярную, справочную, альбомы по искусству, в том числе для школ.
В первые четыре года существования издательство «Посредник» выпустило около 12 миллионов экземпляров книжек с произведениями самых известных русских писателей, рисунки на обложках которых выполняли известные художники (Репин, Кившенко, Савицкий и другие).
Книжный магазин издательства «Посредник» размещался в Доходном доме Воронцовой — Евдокимова — Шориной на улице Кузнецкий Мост с середины 1880-х до 1901 года. Здание сохранилось.
В 1884 году на крупной Нижегородской выставке был представлен «Всеобщий календарь на 1885 год», ставший не только календарём, но и универсальным справочным пособием на все случаи жизни для многих российских семей. Составлен был по принципу: один день — один лист, причём на каждом листе — полезный совет. Уже в следующем году тираж «Всеобщего календаря» составил 6 млн экземпляров, а к 1916 году превысил 21 миллион экземпляров. Всего Сытин выпускал около двух десятков различных календарей.
Когда в 1887 году истёк срок действия авторских прав на все произведения А. С. Пушкина, Сытин выпустил массовым недорогим тиражом полное собрание сочинений поэта в 10 томах. Позже он таким же образом издал сочинения Н. В. Гоголя. Для детей была выпущена «Детская энциклопедия» в 10 томах — для России первое издание такого рода.
В 1890 году одним из первых среди русских издателей Сытин приобрел скоростную ротационную машину. С 1890 года стал членом Русского библиографического общества и принял на себя издание журнала «Книговедение».

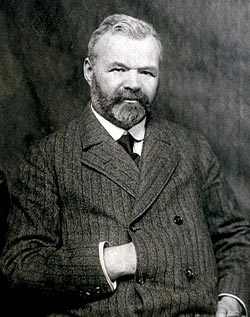
Сытин Иван Дмитриевич. Фото ~1900 года.

В 1891 году приобрёл и продолжил издание журнала «Вокруг света», а в 1897 году приобрёл и преобразовал газету «Русское слово», с которой впоследствии сотрудничали В. А. Гиляровский и В. И. Немирович-Данченко. «Русское слово» было самой дешёвой газетой среди ежедневных изданий — 7 рублей в год. В 1916 году тиражи превысили уровень 700 тыс. штук, а после февраля 1917 года, по свидетельству С. Срединского, тираж достиг рекордного для России показателя — 1,2 млн.
Примерно в 1898 году начал строительство особняка для себя и офиса товарищества на Тверской улице, куда переселился с женой в 1904 году и работал там с перерывами до 1928 года. Особняк сохранился по адресу Тверская ул., д. 18Б, отреставрирован к 2016 году и носит название «Дом И. Д. Сытина с редакцией газеты „Русское слово“».
В конце XIX века Сытин купил имение Берсеневка Московской губернии, где организовал образцовое опытное хозяйство.
В 1894 году И. Д. Сытин был удостоен звания купца 2-й гильдии.
В 1903 году Сытиным на Пятницкой улице было построено здание и в нём запущена новая типография, оснащённая самым современным оборудованием (изначально 4 этажа, проект архитектора А. Э. Эрихсона, ныне ул. Пятницкая, д. 71). В том же году при типографии на Пятницкой улице открылась Школа технического рисования и литографического дела (под руководством академика живописи Н. А. Касаткина).

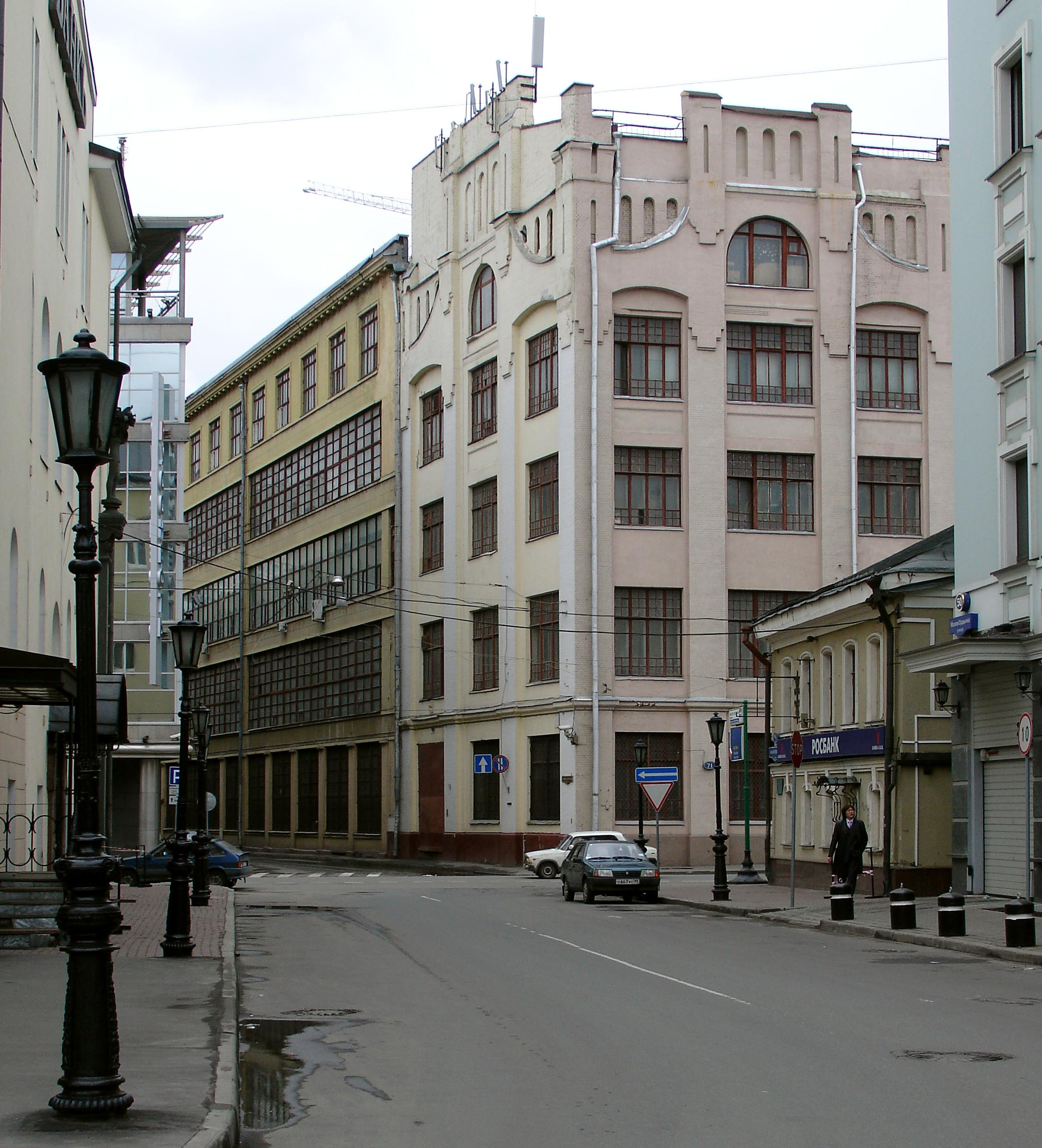
Типография т-ва И. Сытина. Москва, Пятницкая, 71. Архитектор А. Эрихсон, инж. В. Шухов

В 1905 году был избран гласным Московской городской думы.
Типография Сытина являлась одной из основных использующих «заёмный труд», то есть практически всё отдавалось «на подряды» мелким владельцам. На этих рабочих не распространялись никакие — пусть и небольшие — льготы «кадровых» служащих. Однако своих рабочих Сытин не баловал, так как был очень прижимист. Однажды он подсчитал, что знаки препинания составляют около 12 % набора, и, подумав, решил платить наборщикам только за набранные буквы. Между тем набор в то время осуществлялся вручную, и рабочему было безразлично, берёт он из кассы букву или запятую — трудовые усилия в обоих случаях были одинаковы. Не удивительно, что предложение Сытина наборщики встретили в штыки.
29 июля (11 августа) 1905 года возмущённые рабочие выдвинули хозяину требования — сократить рабочий день до 9 часов и увеличить заработную плату. Сытин согласился сократить рабочий день, но свой приказ — не платить за знаки препинания — оставил в силе. И тогда началась стачка, которую подхватили рабочие других заводов и фабрик. После в петербургских салонах говорили, что Всероссийская стачка 1905 года произошла «из-за сытинской запятой».
Во время Декабрьского восстания 1905 года в Москве типография Сытина на Валовой улице была одним из центров наиболее упорного сопротивления и сгорела в результате уличных боёв.

МОСКВА, 12 декабря.
Сегодня на рассвете сгорела типография Сытина на Валовой улице. Типография эта представляет огромное роскошное по архитектуре здание, выходившее на три улицы. Со своими машинами она оценивалась в миллион рублей. В типографии забаррикадировались до 600 дружинников, преимущественно рабочих печатного дела, вооружённых револьверами, бомбами и особого рода скорострелами, называемыми ими пулемётами. Чтобы взять вооружённых дружинников, типографию окружили всеми тремя родами оружия. Из типографии стали отстреливаться и бросили три бомбы.
Артиллерия обстреливала здание и гранатами. Дружинники, видя своё положение безвыходным, зажгли здание, чтобы воспользовавшись суматохой пожара, уйти. Им это удалось. Они почти все спаслись через соседний Монетчиковский переулок, но здание всё выгорело, остались только стены. В огне погибло много людей, семьи и дети рабочих, живших в здании, а также посторонних лиц, живших в этом районе. Понесли потери убитыми и ранеными войска, осаждавшие типографию.

В 1906 году восстановили сожённую типографию и том же году в Москве была построена ещё одна типография — на Тверской улице для издания газеты «Русское слово». В период с 1904 по 1917 год Сытин издавал восемь газет и четырнадцать журналов. К 1914 году продукция Сытина составляла четверть книжных изданий России. В работе издательства принимали участие четыре его сына; один из них, Сытин Николай Иванович, с 1915 года входил в правление товарищества.
В 1916 году купил у наследников бо́льшую часть паёв акционерного товарищества «А. Ф. Маркс»; под его контроль перешла реализационная фирма «Контрагентство А. С. Суворина и Ко».
Одним из крупнейших издательских проектов Сытина явилась «Военная энциклопедия», выходившая в 1911—1915 годах. По причине начала Первой мировой войны и последующей Октябрьской революции издание осталось незавершённым, всего было выпущено 18 томов.
К 1917 году имел широкую сеть книжных магазинов — четыре в Москве и по два в Петрограде, Киеве, Одессе, Харькове, Холуе Владимирской губернии, Екатеринбурге, Воронеже, Ростове-на-Дону, Иркутске, Саратове, Самаре, Нижнем Новгороде, Варшаве и Софии. Каждый магазин Сытина, кроме розничной торговли, занимался оптовыми сделками. Также он внедрил идею доставлять книги и журналы на заводы и фабрики по каталогам. Заказы на доставку продукции на основе каталогов выполнялись в течение 2—10 дней.

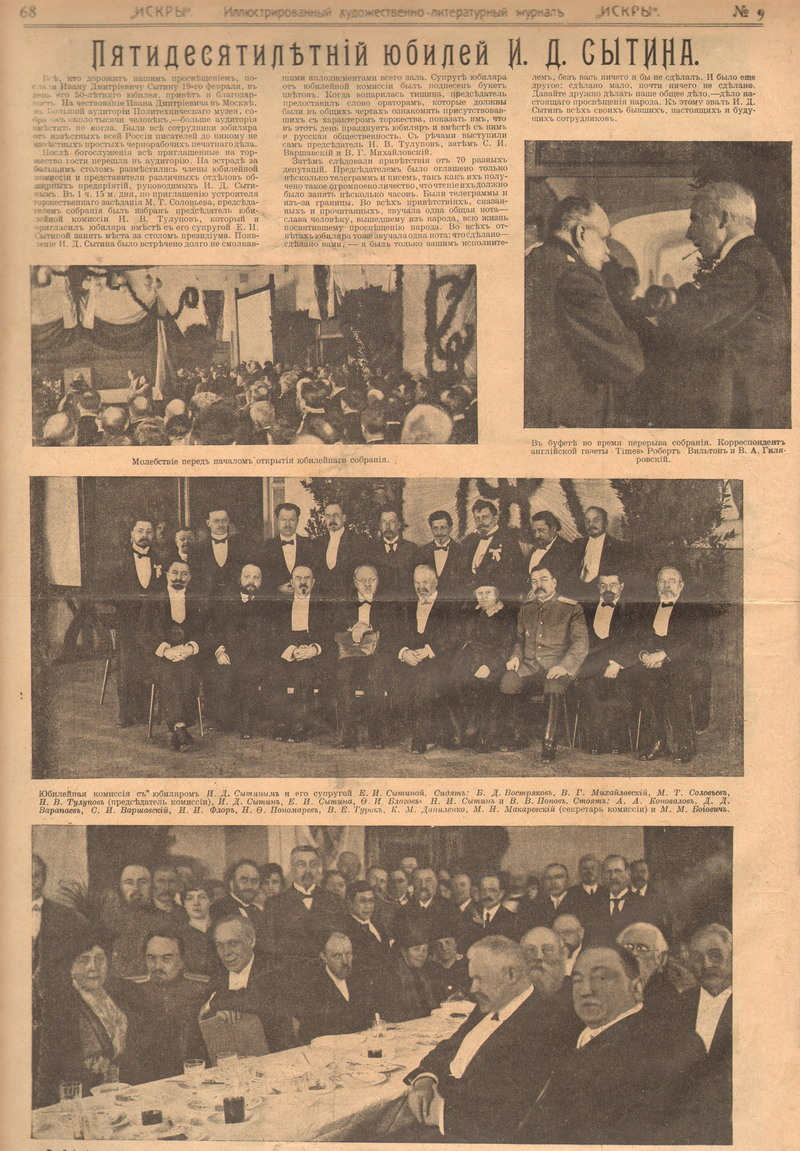
Политехнический музей. 50-летний юбилей деятельности И. Д. Сытина (лист жур. «Искры», № 9, 1917.)

19 февраля 1917 года российская общественность широко отметила 50-летие книгоиздательской деятельности И. Д. Сытина выпуском литературно-художественного издания «Полвека для книги», в подготовке к изданию которого приняли участие М. Горький, А. И. Куприн, Н. А. Рубакин, Н. К. Рерих, П. И. Бирюков — всего около 200 авторов. В Большой аудитории Политехнического музея прошло торжественное заседание во главе с юбиляром и его женой, собралось около 1000 человек, в том числе были все сотрудники юбиляра и его дети.
После установления в стране советской власти все предприятия И. Д. Сытина были национализированы, а он сам работал в качестве технического управляющего типографией на Тверской улице и руководил типографией на Пятницкой улице, участвовал в деятельности литературного отдела Наркомпроса по регламентации выпуска художественной литературы, выполнял различные работы по поручению правительства — устраивал выставку российских картин в США, вёл переговоры о концессиях с Германией.
В 1918 году встречался с В. И. Лениным.
Дважды Сытин ненадолго был арестован (в конце апреля — начале мая 1918 года и в конце 1924 — начале 1925 года, во время второго ареста руководил двумя тюремными типографиями). Во время НЭПа в 1921 году Сытин зарегистрировал «Товарищество И. Д. Сытина», в 1922 году стал соучредителем «Книжного товарищества 1922 г.» (просуществовало до 1923 года).
В 1924 году умерла его супруга, мать 10 детей.
В 1928 году ему была назначена персональная пенсия в 250 рублей, а за его семьёй была закреплена квартира (ул. Тверская, д. 38, кв. 274 — ныне Тверская, д. 12/2).
Умер 23 ноября 1934 года в Москве. Похоронен на Введенском кладбище (14 уч.).

## Память
В Москве на доме № 18Б по Тверской улице, который он построил для себя и управления товарищества в начале XX века, в 1973 году была установлена мемориальная доска в его память. В 1979 году дом передвинули на 33 метра в сторону области. На современных картах дом носит название Дом И. Д. Сытина.
В 1974 году на его могиле установлен памятник с барельефом книгоиздателя.
В 1989 году квартира на Тверской, где Сытин прожил последние 7 лет, открыта в качестве музея-квартиры И. Д. Сытина. Музей-квартира создана при поддержке государства и по инициативе потомков И. Д. Сытина, экспозиция обновлена в 2019 году.
В селе Гнездниково Солигаличского района и в самом Солигаличе в его честь названа улица.
В деревне Берсеневка, на территории бывшей подмосковной дачи Ивана Сытина, в настоящее время расположена общеобразовательная школа-интернат. Её музей посвящён И. Д. Сытину.

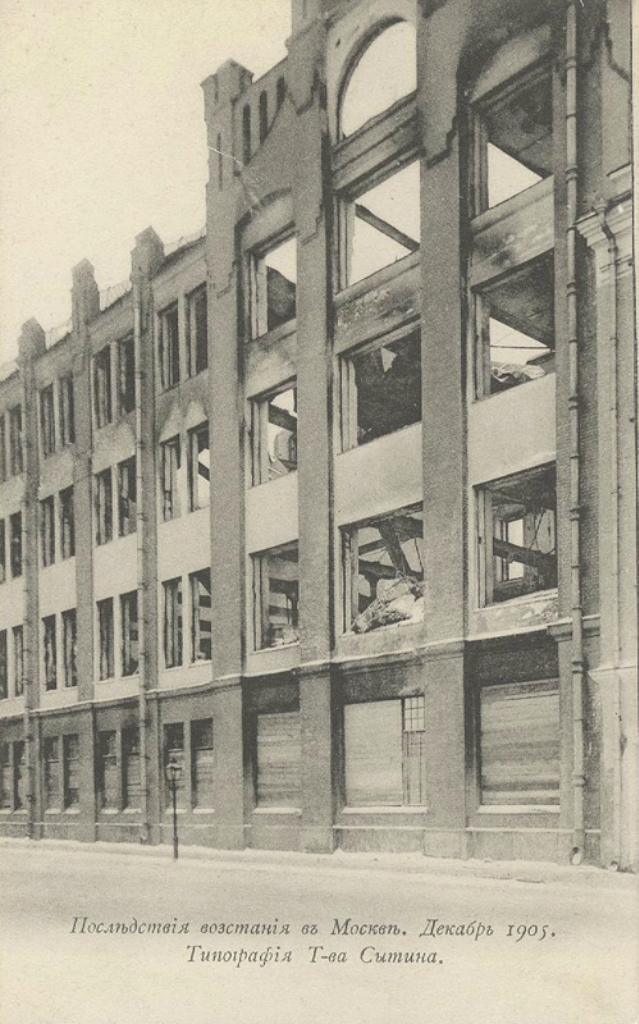
Последствия восстания в Москве. Декабрь 1905. Типография т-ва Сытина.
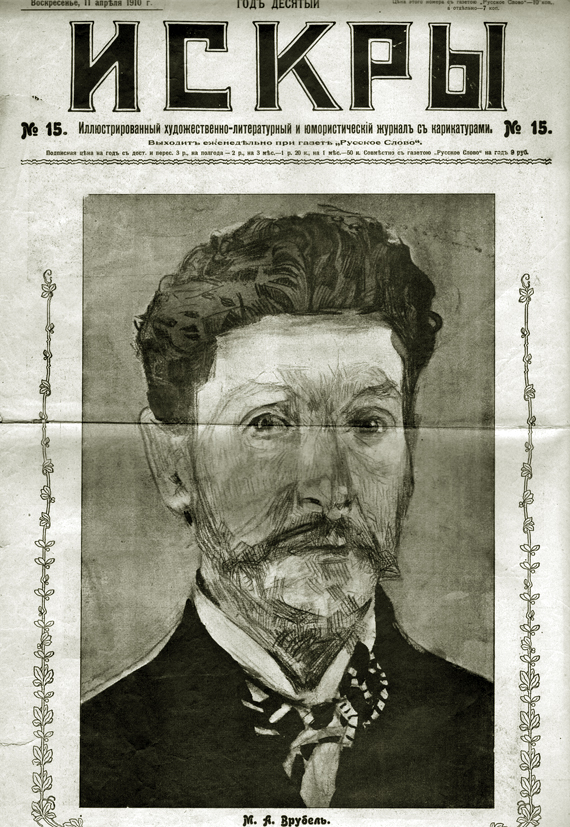
Журнал «Искры», приложение к газете «Русское слово»
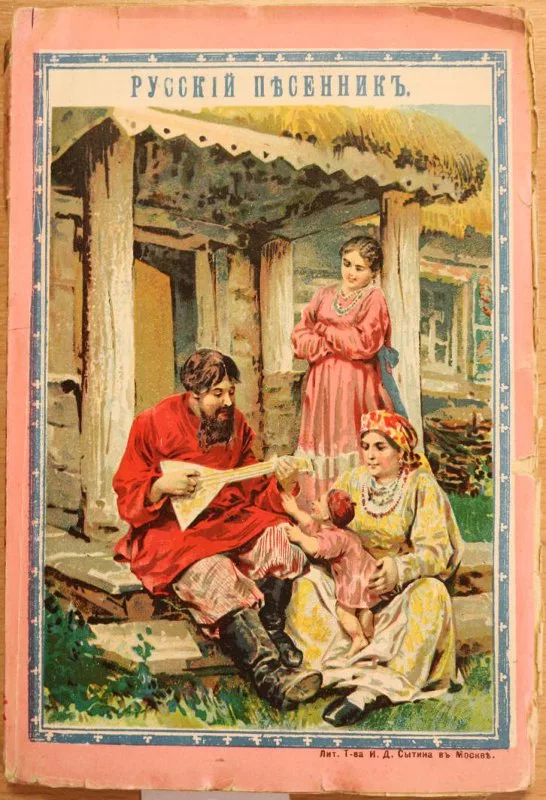
Русский песенник (1899)
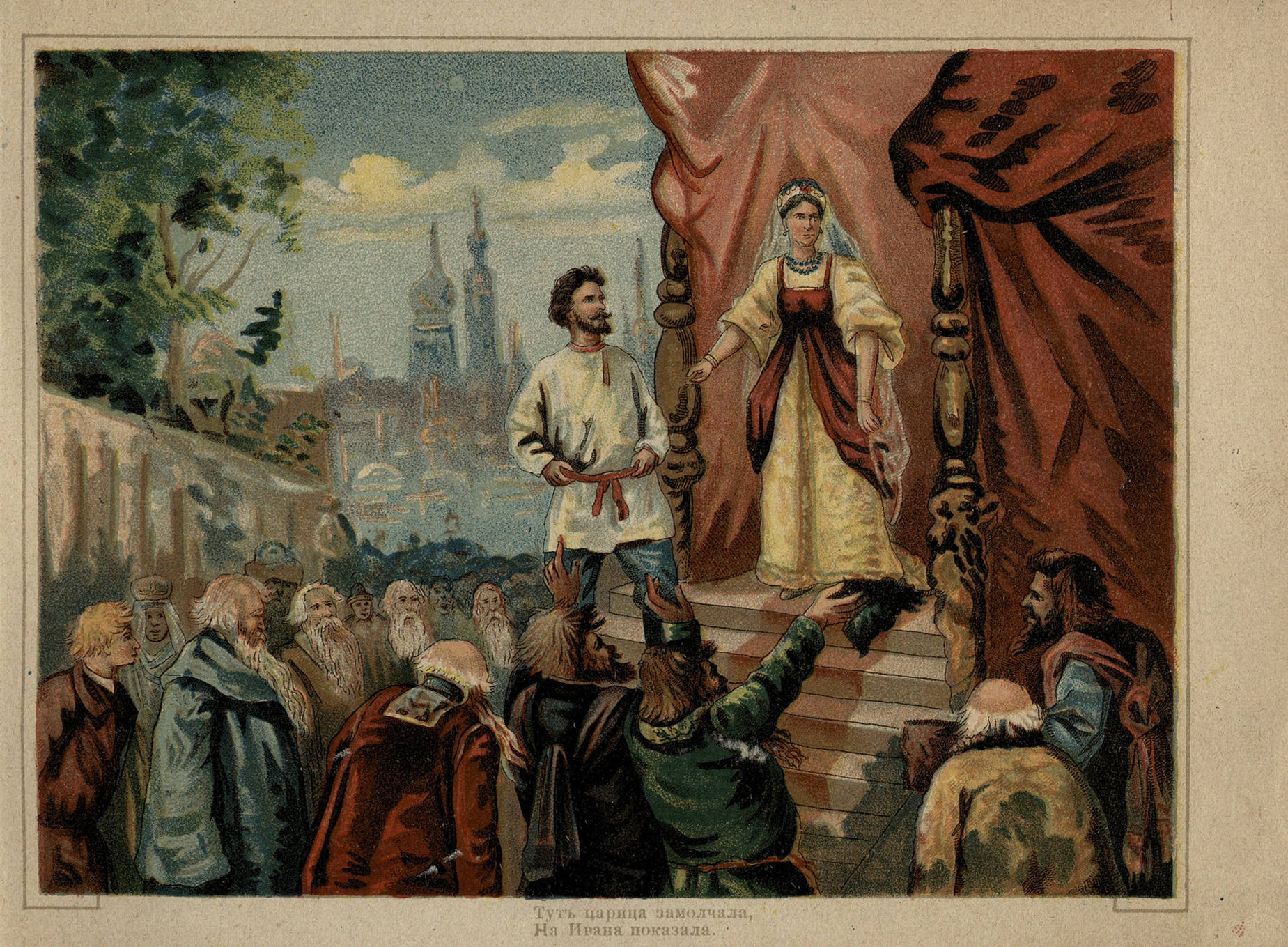
«Конёк-горбунок», русская сказка в картинах (1908)
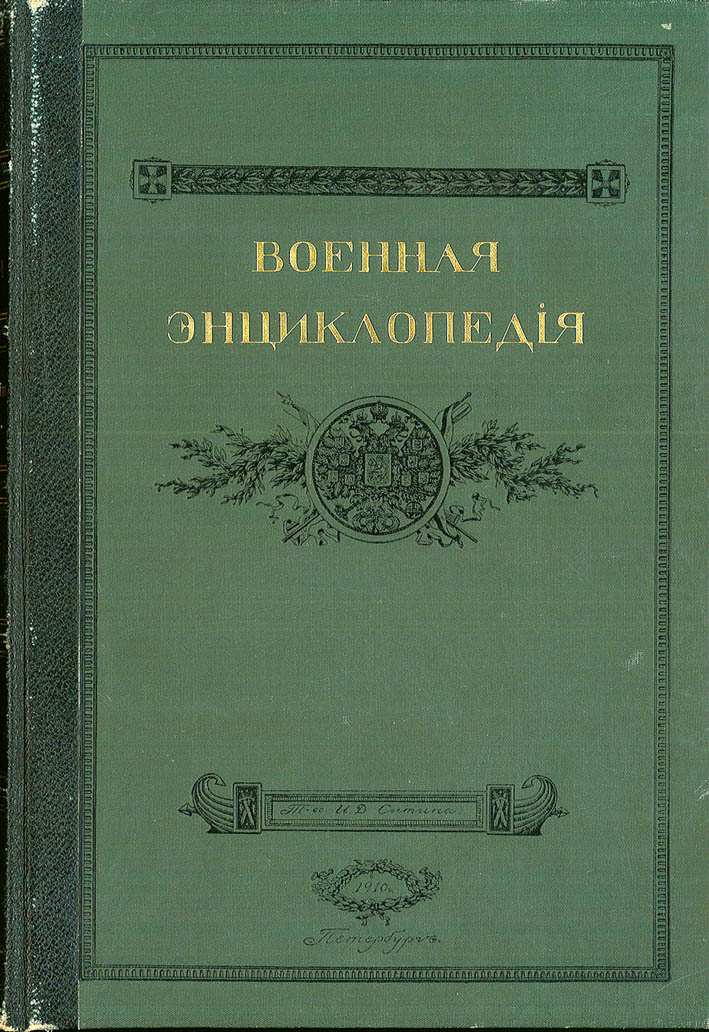
Военная энциклопедия Сытина. Том 1 (1910)

## Комментарии
1. ↑  Е. А. Динерштейн указал, что И. Д. Сытин начал свою книжную торговлю в лавочке-чуланчике в доме на Маросейке — «за храмом св. Николая в Кленниках»; ныне дом № 7.